# شهدخت مرسدس آستوریاس
شهدخت مرسدس آستوریاس (انگلیسی: Mercedes, Princess of Asturias) بزرگترین دختر آلفونسو دوازدهم اسپانیا و شاهزادۀ آستوریاس بود.